# Ніколаєвський район (Хабаровський край)
Нікола́євський район (рос. Николаевский район) — муніципальний район у складі Хабаровського краю Російської Федерації.
Адміністративний центр — місто Ніколаєвськ-на-Амурі.

## Історія
Район утворений 12 січня 1965 року.

## Населення
Населення — 26145 осіб (2019; 32694 в 2010, 42342 у 2002).

## Адміністративний поділ
Район адміністративно поділяється на 3 міських та 11 сільських поселень:
| Поселення                            | Площа, км² | Населення, осіб (2002) | Населення, осіб (2010) | Населення, осіб (2019) | Центр                | Населені пункти |
| ------------------------------------ | ---------- | ---------------------- | ---------------------- | ---------------------- | -------------------- | --------------- |
| Лазарєвське міське поселення         | 8,70       | 1964                   | 1308                   | 976                    | Лазарєв              | 1               |
| Многовершинне міське поселення       | 4,40       | 2801                   | 2324                   | 2024                   | Многовершинний       | 1               |
| Ніколаєвське міське поселення        | 50,46      | 28492                  | 22752                  | 18159                  | Ніколаєвськ-на-Амурі | 1               |
| Іннокентьєвське сільське поселення   | 3,10       | 749                    | 524                    | 452                    | Іннокентьєвка        | 2               |
| Константиновське сільське поселення  | 2,30       | 929                    | 610                    | 485                    | Константиновка       | 2               |
| Красносельське сільське поселення    | 6,11       | 1702                   | 1314                   | 1083                   | Красне               | 2               |
| Магинське сільське поселення         | 25,47      | 2358                   | 1548                   | 1189                   | Маго                 | 2               |
| Нігірське сільське поселення         | 3,81       | 729                    | 482                    | 312                    | Нігір                | 2               |
| Нижньопронгенське сільське поселення | 1,90       | 547                    | 377                    | 313                    | Нижнє Пронге         | 4               |
| Озерпахське сільське поселення       | 2,27       | 342                    | 235                    | 206                    | Озерпах              | 2               |
| Орель-Члянське сільське поселення    | 1,90       | 75                     | 43                     | 36                     | Орель-Чля            | 1               |
| Ореміфське сільське поселення        | 0,38       | 381                    | 286                    | 239                    | Ореміф               | 2               |
| Пуїрське сільське поселення          | 0,80       | 299                    | 235                    | 199                    | Пуїр                 | 3               |
| Члянське сільське поселення          | 4,20       | 934                    | 638                    | 465                    | Чля                  | 2               |
| міжселенна територія                 | -          | 40                     | 18                     | 7                      | -                    | 1               |

## Найбільші населені пункти
| №  | Місто                | Населення, осіб (2002) | Населення, осіб (2010) |
| -- | -------------------- | ---------------------- | ---------------------- |
| 1  | Ніколаєвськ-на-Амурі | 28492                  | 22752                  |
| 2  | Многовершинний       | 2801                   | 2324                   |
| 3  | Маго                 | 2273                   | 1480                   |
| 4  | Лазарєв              | 1964                   | 1308                   |
| 5  | Красне               | 1250                   | 980                    |
| 6  | Чля                  | 931                    | 630                    |
| 7  | Константиновка       | 908                    | 594                    |
| 8  | Іннокентьєвка        | 665                    | 464                    |
| 9  | Нігір                | 639                    | 443                    |
| 10 | Чниррах              | 452                    | 334                    |